# Plaridel (Bulacan)
Pour les articles homonymes, voir Plaridel.
Plaridel est une municipalité de la province de Bulacain, aux Philippines.